# Полярні зони

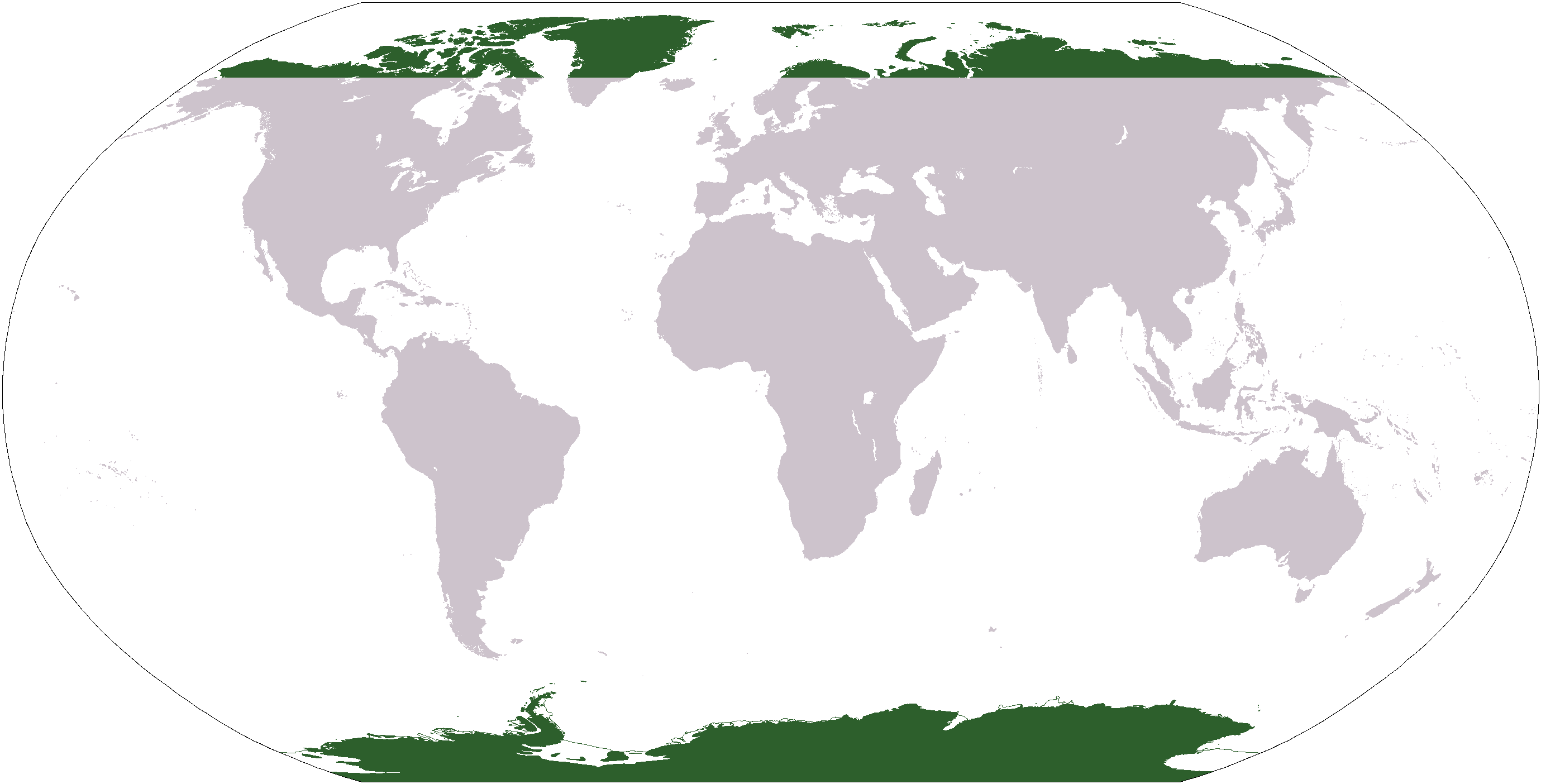
Розташування полярних зон

Земні полярні зони — це території, що розташовані на південь від південного (Антарктика) або на північ від північного (Арктика) полярних кіл. Їм притаманні полярний клімат, низькі температури, сильне обледеніння та особливі зміни дня й ночі (цілодобовий полярний день влітку та цілодобова полярна ніч взимку). Північний полюс і Південний полюс — центри цих регіонів, що розташовані відповідно на арктичній полярній шапці та континентальних льодовиках Антарктиди.